# フランク・ジャ・ジェジェ
フランク・ジャ・ジェジェ（Franck Dja Djédjé、1986年6月2日 - ）はコートジボワール・アビジャン出身のサッカー選手。ポジションはMF。

## 経歴
12歳でパリに移住し、13歳でパリ・サンジェルマンFCの下部組織に入団した。
2015年1月6日、スコティッシュ・プレミアシップのハイバーニアンFCと1年半の契約を交わした。

## 代表歴
フランス代表としてUEFA U-19欧州選手権に出場し優勝。翌年トゥーロンで開催されたトゥーロン国際大会にコートジボワール代表として出場した。北京オリンピック・サッカーにもコートジボワール代表として出場している。

## タイトル
- UEFA U-19欧州選手権 2005

## 所属クラブ
- パリ・サンジェルマンFC 2003-2007

→  スタッド・ブレスト 2004-2005  (Loan)
→  グルノーブル・フット38 2006-2007  (Loan)
- グルノーブル・フット38 2007-2009.1
- RCストラスブール 2009.1-2010

→  ヴァンヌOC 2009-2010 (Loan)
- ACアルル＝アヴィニョン 2010-2011
- OGCニース 2011-2012
- FCチョルノモレツ・オデッサ 2012-2014.1
- サルプスボルグ08 2014
- FCディナモ・ミンスク 2014
- ハイバーニアンFC 2015
- アル・シャハニア 2015-2016
- FCイルティシュ・パヴロダル 2017
- FCカイサル 2017-